# Cronos (pel·lícula)
Cronos és una pel·lícula mexicana dirigida per Guillermo del Toro, estrenada l'any 1993. Ha estat doblada al català.

## Argument
Un antiquari, avi d'una noieta òrfena, descobreix per casualitat un curiós escarabeid d'or al sòcol d'una estàtua d'àngel en fusta, que està netejant a la seva botiga. L'objecte intriga tant aquest professional que present una petita roda. Curiós per comprendre la funció del que no sembla més que una gran joia en forma de galet que cap perfectament a la palma de la mà, el vell (que es diu "Jesús Gris") gira amb precaució la rodeta que no obre l'escarabeid però es revela ser una corona que activa un moviment de rellotgeria... el compte enrere cap a una forma particular de "dependència" és posa en marxa. L'escarabat no s'obre, no és una caixa preciosa i decorativa, sinó una caixa de Pandora amb un mecanisme molt sofisticat.

## Repartiment
- Federico Luppi: Jesús Gris, el vell antiquari
- Ron Perlman: Angel de la Guardia, « petit brètol » i nebot del col·leccionista
- Claudio Brook: Dieter De la Guardia
- Margarita Isabel: Mercedes
- Tamara Shanath: Aurora
- Daniel Giménez Cacho: Tito
- Mario Iván Martínez: Alquimista
- Guillermo del Toro: un transeünt al carrer amb la seva dona (cameo)[3]
- Jorge Martínez de Hoyos: el narrador

## Producció
Cronos és el primer llargmetratge de Guillermo del Toro. En principi titulat El Vampir d'Aurora Gray, el títol no agradava a la productora Bertha Navarro. Guillermo del Toro el reanomena llavors El mecanisme de Cronos. Però amb un pressupost massa baix, el títol hi va ser reduït en Cronos per més senzillesa.
Per escriure el guió, del Toro confessa haver-se inspirat en el personatge de Dieter de la Guardia, de Howard Hughes i en la història real d'un home a Mèxic. Aquest últim hauria conservat, després de la mort de la seva dona, les seves ungles, els seus cabells tallats i fins i tot els seus excrements en pots fins a la seva mort, durant aproximadament 35 anys.
Per produir el seu film, Guillermo del Toro es va endeutar fortament de més d'un quart de milió de dòlars, venent el seu cotxe transporta, la seva furgoneta arribant fins i tot a hipotecar la seva casa. Una societat americana li lluïdes hi havia promès 600.000 dòlars, que no va rebre mai

### Càsting
Entre nombrosos actors mexicans, es troba al film l'estatunidenc Ron Perlman. Retrobarà Guillermo del Toro alguns anys més tard a Blade II, Hellboy, Hellboy II: L'exèrcit daurat i Pacific Rim.

### Rodatge
El rodatge va tenir lloc a Mèxic i va durar una mica més de 45 dies.

## Premis i nominacions
Font: Internet Movie Database

### Premis
- Festival de Canes 1993: Premi Mercedes-Benz
- Guadalajara Mexican Film Festival 1993: premi DICINE
- Festival Internacional de Cinema Fantàstic de Catalunya 1993: millor actor per Federico Luppi, millor guió per Guillermo del Toro
- Festival internacional del nou cinema llatino-americà de l'Havana 1993: millor pòster, millor primer film per Guillermo del Toro
- Premi Ariel 1993: Ariel d'or per Guillermo del Toro, millor actor a un paper menor per Daniel Giménez Cacho, millor direcció per Guillermo del Toro, millor primer film per Guillermo del Toro, millor història original per Guillermo del Toro, millor direcció artística per Tolita Figueroa, millor guió per Guillermo del Toro, millors efectes especials per Laurencio Cordero
- Festival internacional de cinema fantàstic de Brussel·les 1994: Corb d'argent
- Fantasporto 1994: millor film, premi del públic i millor actor per Federico Luppi
- Premis Saturn 1995: millor sortida vídeo
- Premis ACE 1995: millor primer film per Guillermo del Toro
- Fantafestival 1995: millor director per Guillermo del Toro

### Nominacions
- Festival Internacional de Cinema Fantàstic de Catalunya 1993: millor film
- Festival internacional del film de Moscou 1993: St. George d'or per Guillermo del Toro
- Saturn Awards 1995: millor film de terror